# آتن (شهر)
آتن (به عربی: صعود آتون) یک ویرانه، محوطه باستانی و شهر باستانی در مصر است که در اقصر ساحل غربی نیل قرار گرفته‌است. این شهر که به نام خدای خورشید مصر نامگذاری شده است، بنظر می‌رسد بیش از سه هزاره نسبتا دست نخودره باقی مانده است. از آنجا که حفاری باستان‌شناسانه در اواخر سال ۲۰۲۰ آغاز شد، این شهر با درجه حفاظت قابل توجهی به عنوان بزرگترین شهر در نوع خود در مصر باستان در حال ظهور است و منجر به مقایسه با پمپئی شد.

## تاریخچه
تاریخ تأسیس شهر مربوط به دوره آمنهوتپ سوم است، حدود ۳۴۰۰ سال پیش (۱۳۸۶–۱۳۵۳ پیش از میلاد) تعدادی کتیبه، باستان‌شناسان را قادر ساخت تا تاریخ‌های دقیقی برای تاریخ وجود شهر تعیین کنند. یکی از آنها به سال ۱۳۳۷ قبل از میلاد با زمان پادشاهی آخناتون مصادف است، که تصور می‌شود در سال بعد به پایتخت جدید خود در عمارنه (مصر) نقل مکان کرده‌است.